# Будапешт — Бамако

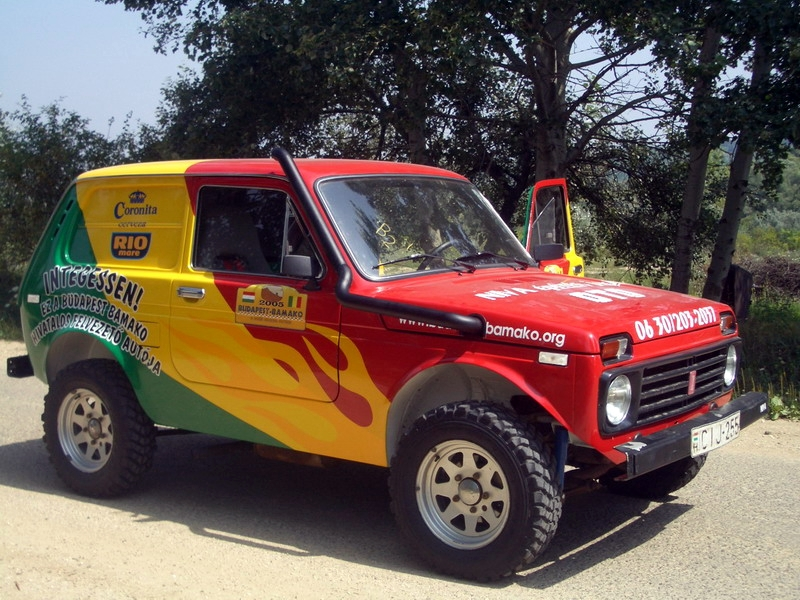
Лада Нива, заїзд 2005 року

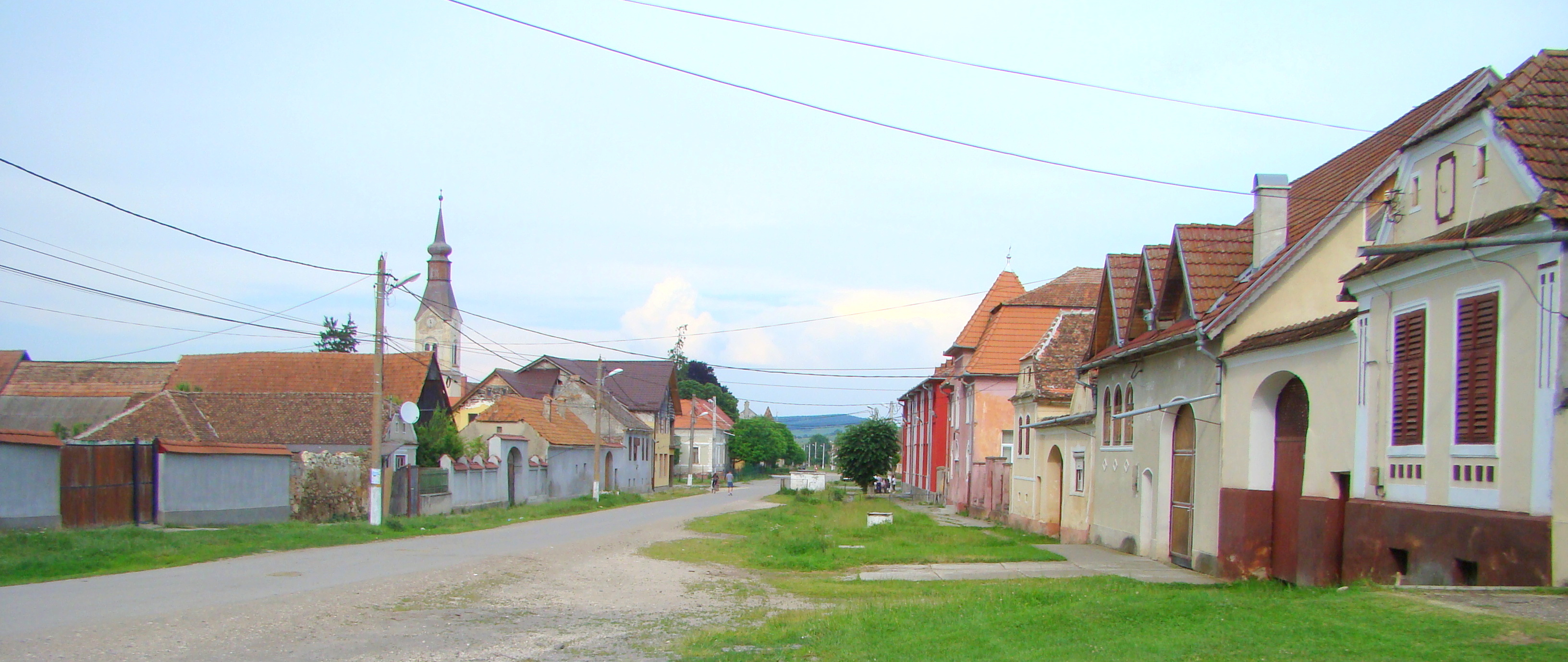
Dacia 1300 1979 року випуску на шляху від Мерзуги до Загори

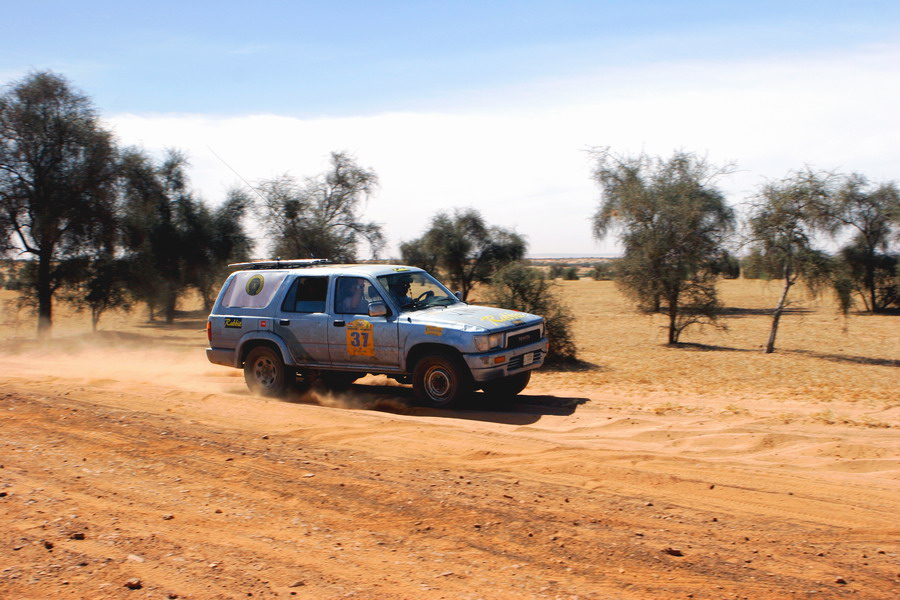
2-рісна Toyota 4Runner

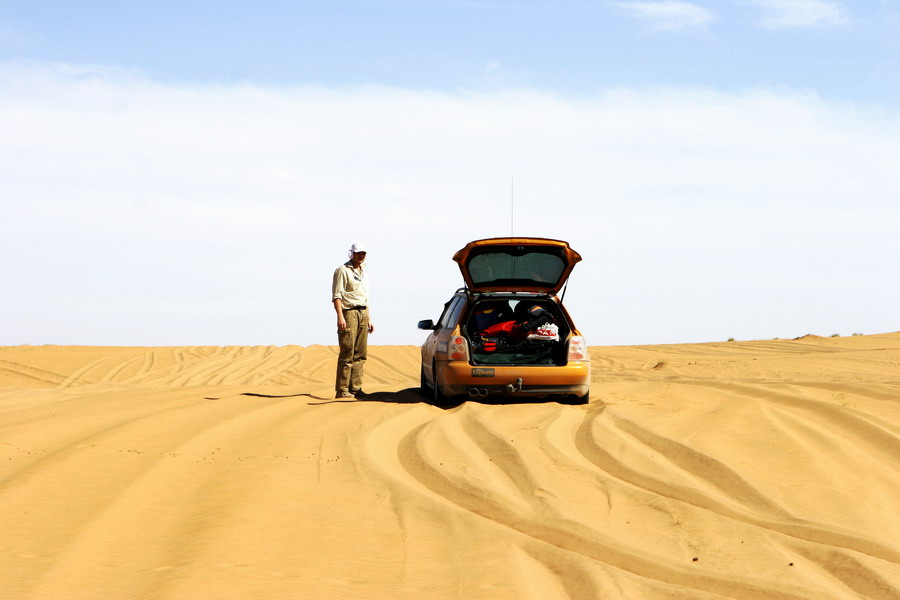
Audi B5 застрягла у пісках Сахари

«Будапешт — Бамако», або Великий Африканський Автопробіг на сьогодні є найбільшим аматорським ралі у світі, найбільшим ралі по Сахарі і важливою благодійною автомобільною гонкою в Африці. «Будапешт — Бамако» — це малобюджетна версія ралі-марафону Дакар. Маршрут ралі пролягає з Угорщини до Австрії, Італії, Францї, Іспанії, через Сахару, по території Марокко і Мавританії і фінішує в столиці Малі, Бамако. Ралі Будапешт-Бамако призначене для тих, хто жадає ризику і пригод. Ніяких обмежень при подачі заявки не існує: якщо автомобіль їздить на законних підставах, він і його водій можуть взяти участь у перегонах. Будапешт-Бамако також займається благодійною діяльністю, збираючи кошти та матеріальну допомогу для місцевих громад і благодійних організацій в Малі.

## Історія
Засновником даного заходу є угорський інтернет-підприємець та колишній радіоведучий Гез Віллам (справжнє ім'я Ендрю Сабо), який хотів надати фанатам ралі альтернативу дорогому й суворому ралі Дакар. Він не знайшов дешевшого і зручнішого варіанту «Дакару», як створення власного ралі. Після першого пробігу через Сахару по Тунісу, Лівії, Нігерії і Малі він надав перевагу більш безпечному і мальовничому маршруту по західному краю Африки.
- 26 грудня 2005 року сорок і дві команди вишикувалися на Площі Героїв у Будапешті на перший офіційний автопробіг «Будапешт — Бамако». Два тижні потому всі, крім двох команд, прибули на Площу Героїв у Бамако.
- У 2007 році понад сто команд вступили в боротьбу. Лише 10 командам не вдалося перетнути фінішну межу.
- У 2008 році понад 400 осіб в 160 транспортних засобах увійшли до Великого африканського автопробігу. Серед найбільш незвичайних транспортних засобів були Велорекс 1961 року, зчленований автобус Ikarus 435[hu], вантажівка-розвізник морозива, Дачія, Вартбург і польський Fiat 126, керований двома британцями. Попри те що у 2008 році було ухвалено рішення про скасування ралі «Дакар» у зв'язку із загрозою терактів[5], автопробіг «Будапешт — Бамако» таки відбувся, хоча кілька французьких та іспанських команд відмовилися від участі, посилаючись на побоювання терору в Мавританії. Але це не завадило автопробігу завершитися без перешкод. Урядом Мавританії були призначені тисячі військових і поліцейських для охорони цього заходу.
- У 2009 році гоночна і туристична категорії повністю були розділені. Особливістю гонки став складніший курс, обумовлений суворішим часовим контролем і складнішими географічними викликами.
- У 2010 році ралі організували чотириразові ветерани «Будапешт — Бамако» Андрас Полгар (Andras Polgar) і його братом Тамас (Tamas). Менше ніж за 36 годин до початку етапи ралі в Мавританії і Малі були скасовані, після того як Міністерство закордонних справ Угорщини попередило Полгарів про потенційні терористичні загрози в Мавританії[6]. Цей автопробіг фінішував в Агадирі, Марокко[5]. Незважаючи на зміни в офіційному фініші, 41 команда і понад 25 тонн гуманітарної допомоги прибули в Бамако без будь-яких інцидентів після 1 лютого 2010 року.
- У 2011 році ралі завершилося успішно, після того як команди здолали один із найважчих етапів. Уперше в історії ралі учасники долали шлях через Сенегал. Лише 125 зі 160 команд фінішували, і лише 18 з 40 команд гоночної категорії перетнули фінішну межу[7].
- У 2012 році фінішною межею стала столиця Гвінеї-Бісау. Уперше в історії ралі Бамако не було кінцевою точкою. Учасники повинні були подорожувати через Сенегал знову[8].
- У 2013 році організатори перенесли фінішну лінію у Гвінею-Бісау після політичного невизначеного року в Малі. Антитерористичне агентство Угорщини закликало організаторів скасувати захід у зв'язку із загрозою викрадення людей, проте ралі завершилося без інцидентів, 89 команд зі 142 досягли фінішу[9].

## Філософія і правила
Провідний принцип «Будапешт — Бамако»: хто завгодно, чим завгодно, у будь-якому випадку. Тут не існує обмежень щодо транспортних засобів або осіб, які можуть брати участь, немає жодних дорожніх обмежень. Учасники повинні завершувати щоденні етапи між Будапештом і Бамако. Затверджений маршрут не передбачений, гонщики можуть планувати і оптимізувати свій маршрут самостійно. Це не обмежена в часі подія. Бали нараховуються за виконання щоденних етапів у певні періоди часу. Крім того, існує геокешинг для заробляння додаткових балів. Якщо команда не завершує етап, вона все ще бере участь у перегонах. Автомобілям немає потреби прибувати до фінішу, головне перетнути фінішну межу учасникам. Команди можуть брати участь у гоночній або туристичній категоріях.

## Маршрут
Зазвичай, гонка проходить через наступні країни (у порядку старт-фініш):
- Угорщина
- Австрія або  Словенія
- Італія
- Франція
- Іспанія
- Марокко
- Мавританія
- Малі
- Сенегал
- Гвінея-Бісау

Близько 8000 кілометрів долаються протягом 15 днів. Гонка стартує в Будапешті, столиці Угорщини і фінішує в Бамако, столиці Малі.

## Категорії
Команди можуть взяти участь в змагальній категорії, в якій повинні бути досягнуті навігаційні пункти і завершені щоденні етапи. Ця гонка не обмежена за часом. У туристичній категорії команда подорожує у своєму темпі, і немає ніякої конкуренції серед учасників. У 2011 році була додана категорія Spirit, особливістю якої є участь старих автомобілів. При цьому учасникам немає потреби оплачувати вступні внески.

## Благодійність

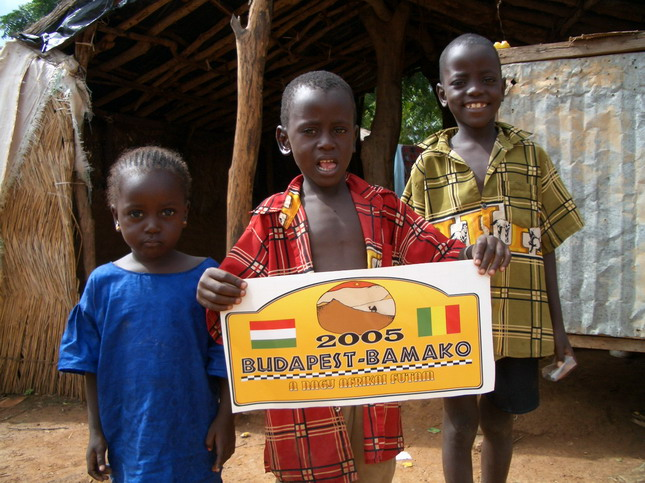
Діти вітають ралі «Будапешт — Бамако», Малі

Ралі «Будапешт — Бамако» є насамперед благодійною акцією, яка приносить прямі пожертви спільнотам в Малі і Мавританії. Багато команд делегуються у фірми в рамках програми корпоративної соціальної відповідальності. У 2008 році Банк Будапешта пожертвував автомобіль швидкої допомоги після того, як був направлений із Будапешта до Бамако. «Червоний Хрест» пожертвував мінівен Інституту для сліпих у Бамако після того, як він був перенаправлений з Європи. Щорічно учасники та організатори ралі надають значну матеріальну допомогу Африканському населенню:
- У 2008 році командами було організовано викопування колодязя в селі El Geddiya, пожертвування медичного обладнання для безкоштовної клініки в нетрях Бамако, включаючи обладнання для стерилізації та інкубатор. Пізніше, у деякі райони Бамако були передані подарунки для шкіл.
- У 2009 році понад 700 000 євро було доставлено до Африки. Британські «Зелені Лицарі» забезпечили кілька сіл Малі сонячними батареями і сонячними печами. Командою голландських жінок було доставлено 230 велосипедів для організації під назвою «Жінки на велосипедах», метою якої було навчити жінок пересуванню на велосипедах, щоб вони могли дістатися до роботи, розташованої далеко від їхнього села[10].
- У 2010 році понад 25 тонн гуманітарної допомоги було доставлено до Мавританії і Малі. Члени норвезької команди ралі побудували школу у віддаленому селі Kourmikoro, Малі. Кілька сіл, лікарень, дитячих будинків, шкіл Мавританії і Малі були забезпечені матеріальною допомогою.
- У 2011 році було надано матеріальну допомогу на загальну суму 800 000 євро. Було добудовано додатково будівлю до школи, побудованої у 2010 році, виритий новий колодязь в місті Дьєма, Малі.
- У 2012 році було надано матеріальну допомогу на загальну суму 600 000 євро. Кілька машин швидкої допомоги були передані до Гвінеї-Бісау. Нове крило школи було побудовано в Kourmikoro, Малі. Пожертвування також були надані селі у Гвінеї-Бісау, для дитячого будинку і лікарні в Бісау.
- У 2013 році було надано матеріальну допомогу на загальну суму 800 000 євро. Данською командою була пожертвувана повнофункціональна пожежна машина для мера Гвінеї-Бісау. Вакцинні системи зберігання на сонячних батареях, комп'ютери, швейні машини і велосипеди були також пожертвувані в Мавританію, Сенегал і Гвінею-Бісау[11].

Команда, яка здійснила найвидатнішу благодійну діяльність, отримує Нагороду Матері Терези за благодійність.

## Телевізійне висвітлення
З 2007 року британське кабельний і супутниковий канал Travel Channel транслює серії ралі Будапешт-Бамако. У 2010 році угорська національна телекомпанія RTL Klub почала щоденну трансляцію події.

## «Будапешт— Бамако» 2014
Незважаючи на те що політична ситуація та безпека в Малі значно покращилась, ралі «Будапешт — Бамако» 2014 року знову, вже втретє, оминає цю країну. Цього разу фінішною лінією стала столиця Гамбії, Банжул. Хоча цьогорічний маршрут виявився коротшим, він відзначився підвищеною складністю та вимогливістю порівняно з минулими роками.
Крім того, цього року в ралі вперше узяла участь українська команда, Team.UA, яка виступила у змагальній категорії. За результатами, вона посіла 7-ме місце серед 14 команд.